# Le palle di Natale
Le palle di Natale è un singolo del rapper italiano Fedez, pubblicato il 22 dicembre 2017 dalla Sony Music.

## Descrizione
Prodotto da Takagi & Ketra, il brano è stato pubblicato per  promuovere il progetto benefico intrapreso dall'artista Noi per gli Animali Onlus che si occupa dell'assistenza e della tutela degli animali nel territorio.

## Video musicale
Il videoclip, pubblicato in concomitanza con il lancio del singolo, è stato diretto da Luis Sal e mostra una serie di cagnolini, alcuni ricoperti con abiti natalizi.

## Tracce
1. Le palle di Natale – 2:20